# MayTree

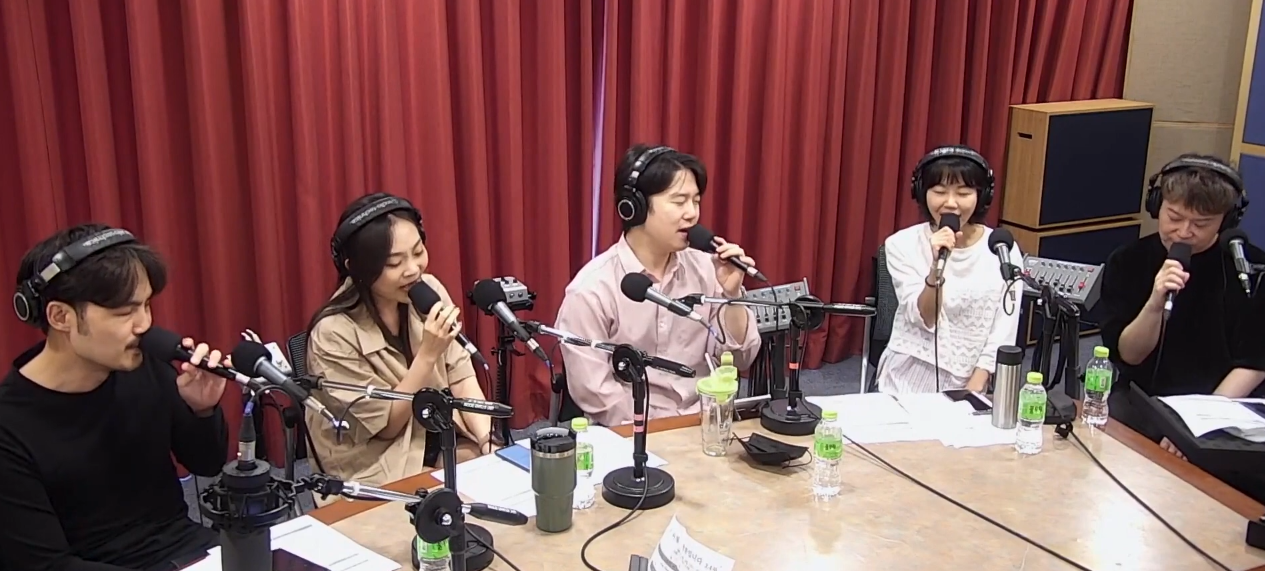
MayTree 樂團

MayTree（韓語：메이트리，又称：五月树）是韩国的阿卡贝拉乐团，近来主要在YouTube、哔哩哔哩等平台發表模仿手机铃声、影视原声带、游戏音效等作品

## 團員
- 林豎娫[3] - 声乐（女高音）
- 姜秀暻[3] - 声乐（女低音）
- 權寧勳[3] - 声乐（男高音）
- 金沅鍾[3] - 声乐（男低音）
- 張相仁[3] - 声乐（人聲打擊（英语：Vocal percussion））